# 마쓰리

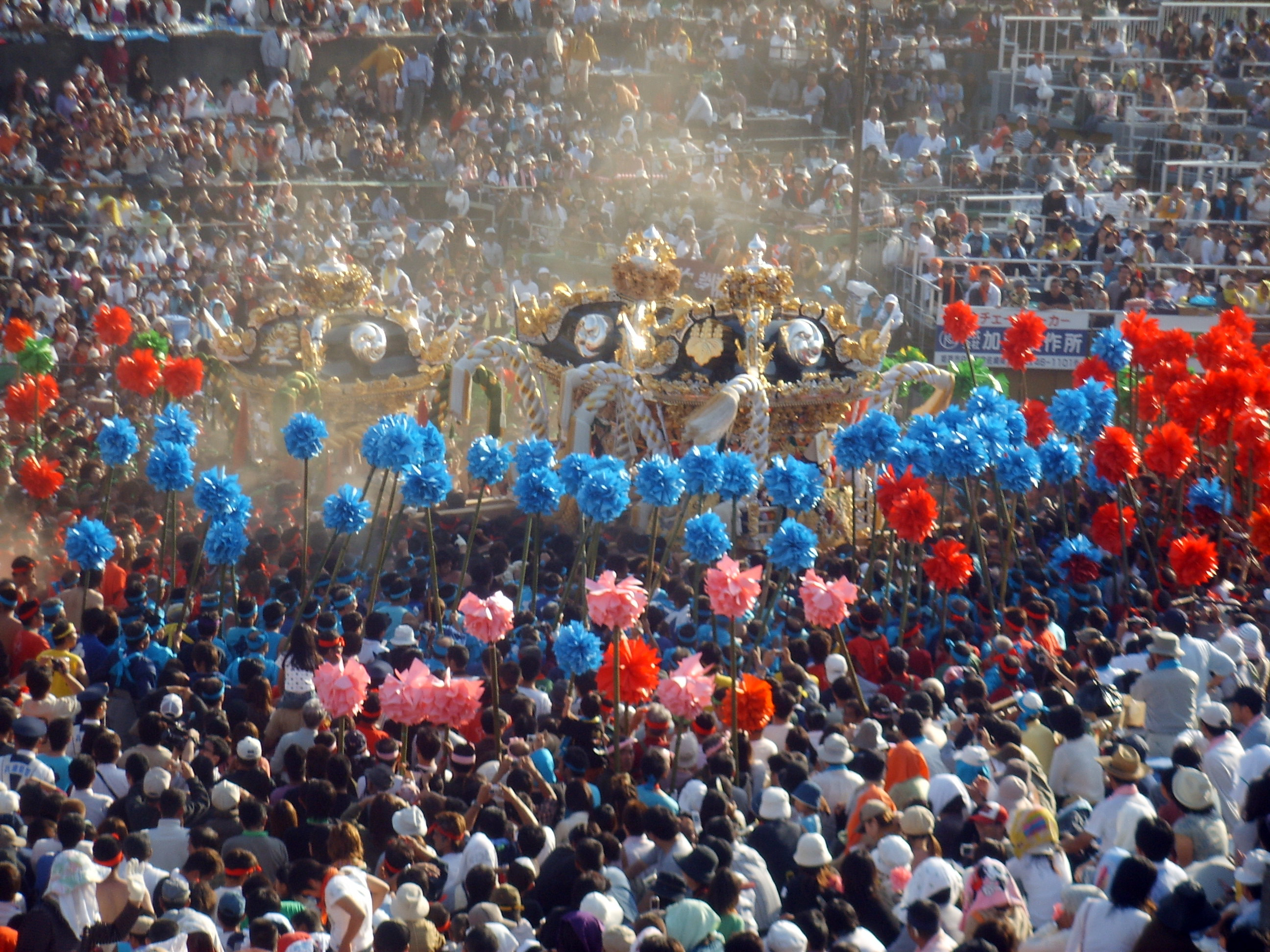
히메지 시에서 열린 "나다의 싸움 마쓰리(灘のけんか祭り)"

마쓰리 또는 마츠리(일본어: 祭・祭り まつり)는 일본의 전통 축제로, 주로 신령 등에 제사를 지내는 의식이다. 혹은 본래의 축제에서 발생한 것으로 이벤트, 페스티벌이라고 할 수 있다.

## 개요
'마쯔리'라는 말은 '제사를 지내다'(祭る)의 명사형으로, 원래는 신에게 제사를 지내는 것을 말하며 그 의식을 가리키는 말이기도 하다. 이 의미로의 '마쓰(츠)리'는 현재에도 지진제,기원제의 형태로 남아있다.
일본 신화에 나오는 아마노이와토(일본어: 天岩戸 あまのいわと)의 앞에서 하는 제사가 일본에서 가장 오래된 것으로 알려져 있다. 초기의 마쓰리는 사람들의 눈에 띄지 않는 비밀스러운 장소에서 이뤄지는 경우도 있었다. 오늘날에도 중심이 되는 의식을 한정된 사람들 끼리만 모여서 하는 마쓰리도 일부 남아있다.
현재 일반적인 의미로써의 마쓰리는 신사나 절을 주체 혹은 무대로 하는 경우가 많다. 의식에서는 풍작, 풍어, 사업번창, 무사고, 무병장수, 가내안전 등을 빈다. 또는 이것들의 성취를 감사하며 지내는 것도 있고, 다섯 가지 명절등 연중행사가 발전되기를 기원하기 위한 것이나 위인을 기리기 위해서 행하는 것 등 여러 가지가 있다. 이런 목적에 따라서 개최 시기나 행사의 내용이 아주 다양하고 같은 목적, 같은 신에 대한 마쓰리이더라도 취향이나 전통에 따라, 지방이나 지역에 따라 크게 차이 나는 경우도 많다.
일본의 3대 마쓰리 : 간다 마쓰리, 기온 마쓰리, 덴진 마쓰리

### 도호쿠 지방
- 아오모리 네부타마쓰리 (아오모리시, 8月2日)
- 간토마쓰리 (아키타시, 8月3日)

### 간토 지방
- 지치부요 마쓰리 (사이타마현 지치부시, 12月3日）※일본 3대 히키야마 축제
- 간다 마쓰리 (도쿄도 지요다구 東京都千代田区, 격년 5월15일에 가까운 토,일요일)
- 산쟈 마쓰리 (도쿄도 다이토구, 5월 셋째주 금~일요일)

### 주부 지방
- 온바시라마쓰리 (나가노현 스와시, 시모스와마치 외. 7년에 한번 4~5월 사이)※일본의 3대 기제[4]
- 타가야마 마쓰리 (기후현 다카야마시 4월, 10월) ）※일본 3대 히키야마 축제

### 긴키 지방
- 아오이 마쓰리 (교토시, 5월 15일) ※교토 3대 축제
- 도다이지 마쓰리 (나라시, 3월 12일)
- 기온 마쓰리 (교토시※오이야마 7월14일~,※순행 17일）
- 덴진 마쓰리 (오사카시, 7월 24일~25일)
- 기시와다 단지리 마쓰리 (오사카부 기시와다시. 9월 14일-15일)

### 주코쿠・시코쿠 지방
- 아와오도리 (도쿠시마시, 8월 12일~15일)

### 규슈 지방
- 하카다 기온야마카사 (후쿠오카시, 7월 12일)
- 나가사키쿤치 (나가사키시. 10월 7일~9일)

## 일본 각지의 유명한 전통 축제

### 도호쿠 지방
- 나마하게 (아키타현 오가시, 12월 31일) ※일본의 3대 기제임
- 다나부 마쓰리 (아오모리현 무쓰시, 8월 18일)
- 후지와라 마쓰리 (이와테현 히라이즈미정, 5월, 11월)
- 센다이 타나바타 마쓰리 (센다이시 8월 6일)

### 간토 지방
- 기류 야기부시 마쓰리 (군마현 기류시, 8월 첫째주 금~일요일.)
- 산노 마쓰리 (도쿄도 지요다구, 6월)
- 후카가와 마쓰리 (도쿄도 에도가와구, 8월)
- 히타치후류모노 (이바라키현 히타치시, 4월 둘째주 토~일요일.)
- 마츠바라신사 레이타이사이 (가나가와현 오다와라시 시내 5개 신사, 5월 3일)
- 구마가야우치와 마쓰리 (사이타마현 구마가야시 7월 20일~22일)